# Physalis hastatula
Physalis hastatula ist eine Pflanzenart aus der Gattung der Blasenkirschen (Physalis) in der Familie der Nachtschattengewächse (Solanaceae).

## Beschreibung
Physalis hastatula ist eine ausdauernde, krautige Pflanze, deren Stängel eine Länge von 90 bis 100 cm erreichen können. Sie wächst niederliegend bis nahezu aufrecht und verzweigend. Die Pflanze ist nahezu unbehaart oder nur mit wenigen aufrecht gerichteten, anliegenden Trichomen besetzt. Die Laubblätter sind lanzettlich bis schmal lanzettlich, durch große Zähne oder Lappen nahe der Basis wirken sie nahezu speerförmig oder sind ganzrandig. Die größten Blätter haben eine Länge von 4 bis 6 cm und eine Breite von 3 bis 4 mm. Die Blattstiele sind 12 bis 22 mm lang.
Die Blüten stehen an 4 bis 7 mm langen Blütenstielen. Der Kelch hat zur Blütezeit eine Länge von 4 bis 6 mm und misst an der Basis der Kelchlappen 3 bis 4 mm im Durchmesser. Die Kelchlappen sind lanzettlich und 3 bis 4 mm lang. Die Krone ist gefleckt, 8 bis 10 mm lang und 3 bis 4 mm breit. Die Staubbeutel sind violett gefärbt und 1,5 bis 2 mm lang. Die Staubfäden haben eine Länge von 2,5 bis 4 mm.
Die Frucht ist eine 7 bis 10 mm breite Beere. Sie wird von einem sich vergrößernden Kelch umgeben, der an der reifen Frucht 17 bis 23 mm lang und 12 bis 15 mm breit ist und einen zehnwinkligen Querschnitt besitzt.

## Verbreitung
Die Art ist im mexikanischen Bundesstaat Jalisco verbreitet.